# Harbin
Harbin (egyszerűsített kínai: 哈尔滨; hagyományos kínai: 哈爾濱; pinjin átírással Hāěrbīn, magyaros átírással Haerpin, oroszul Харбин [Harbin]) Kína 10. legnagyobb városa, az észak-kínai Hejlungcsiang (Heilongjiang) tartomány fővárosa. Észak-Kína politikai, gazdasági, kulturális és tudományos központja. A város környékén a Szonghua (Songhua) folyó partján időszámítás előtti 2200 körül is laktak emberek, de a modern várost 1898-ban a kínai keleti vasútvonal orosz építői alapították. Lakosainak száma 10 009 854 fő (2020).

## Neve
A város neve mandzsu eredetű jelentése: Halászháló szárító hely. A várost a Jeges város néven is ismerik, mivel Kínában itt a leghidegebb és a leghosszabb a tél, minden évben megrendezik a jégszobrok fesztiválját.

## Története
Harbint a Kínai keleti vasútvonalat építő orosz építőmunkások alapították 1897-ben. Ennek megfelelően a városkép mind a mai napig jelentős orosz vonásokkal rendelkezik. Az 1917-es októberi forradalmat követően orosz emigránsok nagyon nagy számban telepedtek le Harbinban.
Az orosz–japán háborút követően az orosz befolyás csökkent. 33 ország (közötte az USA, Németország, Franciaország) polgárai telepedtek le a városban. 16 ország létesített Harbinban konzulátust, és több száz kereskedelmi és pénzügyi társaság alapított leányvállalatot.[forrás?] A kínaiak is létrehozták saját vállalataikat, elsődlegesen könnyűipari vállalatokat (élelmiszeripar, textil ipar stb.) Harbin világvárossá és Északkelet-Kína központjává vált.
1918-ban, az orosz polgárháború idején, fehérgárdisták és más orosz emigránsok nagy számban telepedtek le Harbinban. Kialakult a 20. század Oroszország határain kívül legnépesebb orosz település. Az Oroszországból érkezett emigránsok között nagy számban érkeztek zsidók is, akik létrehozták Harbin zsidó hitközségét. A zsidó lakosság száma a 30-as években tovább növekedett a Németországból a nácizmus elől menekülőkel.
A városban az orosz betelepültek létrehozták a város orosz oktatási rendszerét az elemi iskoláktól az egyetemi oktatásig bezárólag. Orosz színházak létesültek, orosz nyelvű újságok, folyóiratok jelentek meg. 1920-ban az orosz emigránsok alapították a Harbini Műszaki Egyetemet, Harbini Kínai-orosz Ipari Iskola (Sino-Russian School for Industry) néven. Ez a műszaki egyetem ma a kínai egyetemi rangsorban a 9. helyen található Netbig. Az oktatás két karon indult, vasútépítő mérnököket és elektromechanikai mérnököket képeztek.
1932-ben Japán elfoglalta a várost. Ekkoriban már volt jelentős japán lakossága is a városnak, akik az előző évtizedekben települtek meg. Japán kapitulációját követően a szovjet Vörös Hadsereg bevonult a városba, és bár szerződés szerint Harbin kínai fennhatóság alá került, a Vörös Hadsereg a városban maradt. Ekkoriban a japán lakosság (ami 200 ezer fő körül lehetett) mind elhagyta Harbint. A Kínai Népköztársaság létrejöttét követően Harbin a kínai nehézipar egyik legfontosabb központjává vált. A Harbini Műszaki Egyetem Kína egyik legjelentősebb oktatási intézménye lett. A város fejlődését és jelentőségét a Kínai keleti vasútvonal is meghatározza. Harbin Kína Oroszországgal és Európával folytatott kereskedelmében is kulcsfontosságú szereppel bír.
2005-ben a jilini vegyi gyárban történt balesetet követően a Szonghua (Songhua)-folyó súlyos benzol szennyeződése miatt a város ivóvíz ellátás napokra megbénult.

## Kultúra, oktatás
Harbin Kína leginkább multikulturális települése. A hagyományos kínai Han kultúra keveredik a mandzsu és orosz kulturális hagyományokkal. A kultúrák keveredése megnyilvánul a város építészetében, konyhájában, az öltözködésben. Harbin nevezetessége, hogy itt beszélik legtisztábban a hivatalos standard mandarint.

### Építészet

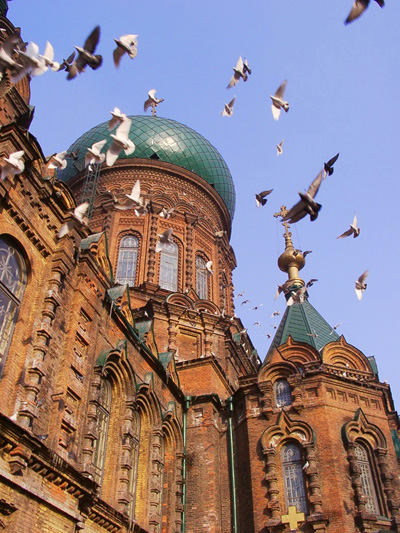
Szent Szófia-székesegyház

Építészetileg Harbin Kína egyik legérdekesebb és legszebb városa. Egyedülállóak a 20. század első felében, a város európai elsősorban orosz hatások alatt épült épületei. A Zhong Yang út (Fő út, Kitajszkaja ulica) az európai építészet múzeumának is tekinthető barokk és bizánci stílusú homlokzatok, orosz, francia, amerikai és japán üzletek váltakoznak.
A Szent Szófia-székesegyház, (orosz ortodox templom) a város központjában található. A székesegyházat 9 évig építették és 1932-ben szentelték fel. Jelenleg a város multikulturális hagyományait bemutató múzeum található benne. Hogy az orosz ortodox templomok ne bontsák meg Harbin fengsuját 1921-ben kínai kolostort épült és a Ji Le templom. Harbinban a 20. század közepén 15 orosz ortodox templom működött, de a Mao vezette kínai forradalom és az azt követő kulturális forradalom idején ezeket bezárták többet leromboltak, jelenleg 10-nek áll az épülete, de istentiszteletet csak egyben tartanak.

### Oktatás

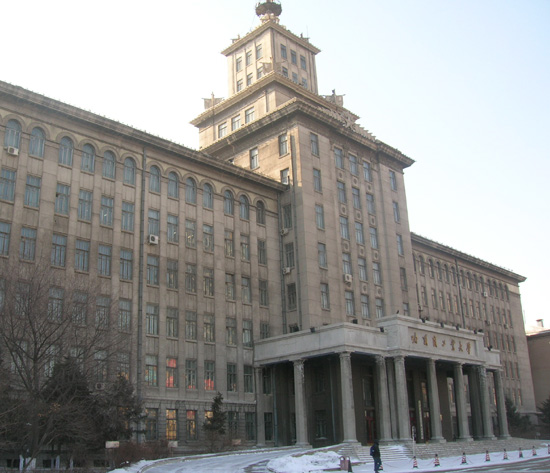
A Harbini Műszaki Egyetem főépülete.

- Harbini Műszaki Egyetem (Harbin Institute of Technology)
- Harbini Mérnöki Egyetem (Harbin Engineering University former Harbin Shipbuilding Engineering Institute)
- Heilongjiang Egyetem
- Harbini Zsidó Kutatási Központ
- Harbini Orvosi Egyetem
- Harbini Normal Egyetem
- Harbini Tudományos és Technológiai Egyetem
- Heilongjiang Kínai-orvoslás Egyeteme
- Heilongjiang Technológiai Egyetem
- Északkeleti Mezőgazdasági Egyetem
- Északkeleti Erdészeti Egyetem

## Gazdaság
A város a Föld egyik leggyorsabb gazdasági növekedést felmutató régiójának a központja. A gazdasági növekedés biztosítékai a város kiváló közlekedési háttere, a környék természeti erőforrásai, és a rendelkezésre álló magasan képzett humán erőforrások.
Harbin környéke a körzet termékeny fekete földjének köszönhetően tradicionálisan Kína élelmiszer termelésének központja. Harbin hagyományos ételfeldolgozó üzemeiben szójabab-feldolgozás, lisztőrlés és cukorfinomítás folyik cukorrépából. Ennek megfelelően a város könnyűipara (élelmiszeripar, textilipar) nagyon fejlett. A legjelentősebb ipari üzem az 1994-ben alapított Harbini Erőművi Berendezéseket Gyártó Vállalat (Harbin Power Equipment Group Company). Ez a vállalat Kína erőművi berendezéseinek egyharmadát állítja elő.

## Népesség
| Lakosok száma | 9 413 359 | 10 635 971 | 10 009 854 |
|               | 2000      | 2010       | 2020       |

## Közlekedés

### Vasút
Harbin a Kínai keleti vasútvonalnak, Kína legelső vasútvonalának a központja. Közvetlen, nagysebességű vonatok kötik össze Pekinggel. Harbinon keresztül közlekedik a világ leghosszabb utat (8961 km) megtevő vonata, a 020Ч számú Moszkva–Peking szerelvény. Harbin körzetében a legsűrűbb Kínában a vasúti hálózat.
A Harbin–Talien nagysebességű vasútvonal nagysebességű vonal kiindulási állomása a város.

### Légiközlekedés
Harbin repülőtere a Taiping nemzetközi repülőtér (哈尔滨太平国际机场, Haerpin Tajping Koucsi Csicsang (Hāěrbīn Tàipíng Guójì Jīchǎng)) (IATA: HRB, ICAO: ZYHB). A repülőtér 1979-ben épült 33 km-re délnyugat irányba az óvárostól. Északkelet-Kína legfontosabb nemzetközi repülőtere. Mintegy 50 bel- és külföldi viszonylatban indulnak innen járatok.

### Metró
A harbini metró (哈尔滨地铁, Haerpin titie (Hā'ěrbīn dìtiě)) tervezése 2003-ban kezdődött. A metróalagút részben a második világháború idején épített légoltalmi rendszer alagútjainak felhasználásával épül. A városban három vonal található, az 1-es, 2-es és a 3-as számú. Az egyes vonal építése 2009. szeptember 29-én kezdődött, és 2013. szeptember 26-án nyitották meg az utazóközönség számára. A 3-as számú vonal 37,6 km-es hosszából az első 5,25 km-es szakaszt 2017. január 26-án nyitották meg.